# Филиха (Тверская область)
Филиха — деревня в Рамешковском районе Тверской области.

## География
Находится в восточной части Тверской области на расстоянии приблизительно 13 км на юго-запад по прямой от районного центра поселка Рамешки.

## История
Известна с 1859 года как помещичья карельская деревня с 27 дворами, принадлежавшая Н. В. Зиновьеву, генерал-адъютанту, проживавшему в Петербурге. В 1887 — 34 двора, в 1936 — 40 хозяйств, в 2001 — 16 домов местных жителей и 11 — собственность наследников и дачников. В советское время работали колхозы «Прожектор», «Заветы Ильича» и совхоз «Тучевский». До 2021 входила в сельское поселение Никольское) Рамешковского района до их упразднения.

## Население
Численность населения: 172 человека (1859 год), 193 (1887), 183 (1936, все карелы), 33 (1989), 24 (карелы 75 %) в 2002 году, 25 в 2010.